# Paternidade (filme)
Fatherhood (bra/prt: Paternidade) é um filme estadunidense de drama dirigido por Paul Weitz  a partir de um roteiro que escreveu com Dana Stevens, baseado no livro de memórias Two Kisses for Maddy: A Memoir of Loss and Love, de Matthew Logelin. É estrelado por Kevin Hart, Alfre Woodard, Melody Hurd, Lil Rel Howery, Paul Reiser e DeWanda Wise.
Originalmente estava programado para ser lançado nos cinemas pela Sony Pictures Releasing, Fatherhood foi vendido à Netflix em meio à pandemia de COVID-19 e foi lançado digitalmente em 18 de junho de 2021.

## Elenco
- Kevin Hart como Matthew Logelin
- Melody Hurd como Maddy Logelin
- Alfre Woodard como Marian
- Lil Rel Howery como Jordan
- DeWanda Wise como Lizzie Swan
- Anthony Carrigan como Oscar
- Paul Reiser como Howard
- Deborah Ayorinde como Liz Logelin
- Teneisha Collins como Tessa
- Frankie Faison como Mike

## Produção
Em maio de 2015, foi anunciado que Channing Tatum protagonizaria e produziria o filme, baseado em uma memória de Matthew Logelin, com distribuição da TriStar Pictures. Em janeiro de 2019, foi anunciado que Kevin Hart protagonizaria o filme, em substituição a Tatum, com Paul Weitz como diretor de um roteiro que escreveu junto com Dana Stevens. Em maio de 2019, Melody Hurd e Alfre Woodard se juntaram ao elenco do filme. Em junho de 2019, Anthony Carrigan, Lil Rel Howery, Paul Reiser e Deborah Ayorinde se juntaram ao elenco do filme, que havia se convertido em um projeto da Columbia Pictures. Em julho de 2019, DeWanda Wise se juntou ao elenco do filme.

## Lançamento
Foi lançado em 18 de junho de 2021. Estava originalmente programado para ser lançado em 3 de abril de 2020, e depois, para 8 de janeiro de 2021, 15 de janeiro de 2021, 23 de outubro de 2020, 2 de abril de 2021, e duas semanas depois, em 16 de abril de 2021.

## Recepção
Fatherhood recebeu resenhas generalmente mistas a positivas de parte da crítica e da audiência. No website especializado Rotten Tomatoes, o filme tem um índice de aprovação de 68%, baseado em 77 resenhas, com uma nota de 6,4/10, e com um consenso crítico que diz: "Fatherhood oferece poucas surpresas, mas um trabalho sólido de um Cleverly elenco reunido dá a esta história factual verdadeira ressonância emocional." De parte da audiência, tem uma aprovação de 71%, baseada em mais de 500 votos, com uma nota de 3,8/5.
O website Metacritic deu ao filme uma pontuação de 53 de 100, baseada en 18 resenhas, indicando "resenhas mistas ou médias".